# 隼人司
隼人司（はやとし）は、律令制において衛門府、後に兵部省に属した機関。訓ははやひとのつかさなど。

## 職掌
隼人司は、朝貢・移住する隼人の管理や彼らへの歌舞の教習、または隼人の竹笠といった竹製品製作などをつかさどった。当初は九州の隼人についての業務もおこなっていたが、後に畿内やその近辺の隼人のみに限るようになる。移住した隼人は、大嘗祭などの儀式・行事への参加も行っていた。
大同3年（808年）にいったん廃止されてから、兵部省の管轄の下に入る。この事はもともと、隼人が朝廷の軍事に従事していた伝統によるものと考えられている。

## 職員
- 正（正六位下）　一名
- 佑（正八位上）　一名
- 令史（大初位下）　一名

- 使部　十名
- 直丁　一名
- 隼人